# Minqin
Minqin, tidigare stavat Mintsin, är ett härad i Wuweis stad på prefekturnivå i provinsen Gansu i nordvästra Kina. Det ligger omkring 310 kilometer norr om provinshuvudstaden Lanzhou
Minqin är indelat i 18 köpingar (zhen):
- Caiqi (蔡旗镇)
- Changning (昌宁镇)
- Chongxing (重兴镇)
- Daba (大坝镇)
- Datan (大滩镇)
- Dongba (东坝镇)
- Donghu (东湖镇)
- Hongshagang (红砂岗镇)
- Hongshaliang (红沙梁镇)
- Jiahe (夹河镇)
- Nanhu (南湖镇)
- Quanshan (泉山镇)
- Sanlei (三雷镇)
- Shoucheng (收成镇)
- Shuangcike (双茨科镇)
- Suwu (苏武镇)
- Xiqu (西渠镇)
- Xuebai (薛百镇)